# Cattedrale di San Patrizio (Melbourne)
La cattedrale di San Patrizio (in inglese: St Patrick's Cathedral) è il principale luogo di culto cattolico della città di Melbourne, in Australia, e sede vescovile dell'arcidiocesi di Melbourne.

## Storia
Nel 1851, dodici anni dopo la fondazione di Melbourne, il  segretario coloniale di Victoria rilasciò alla chiesa cattolica un terreno nella zona orientale della città per costruire una chiesa. Poco tempo dopo il frate agostiniano James Alipius Goold, primo vescovo della diocesi, decise di costruire la cattedrale nel lotto concesso dalle autorità. Dal momento che gran parte della comunità cattolica di Melbourne era di origine irlandese, fu deciso che la cattedrale sarebbe stata dedicata a san Patrizio, patrono d'Irlanda.
William Wardell, il principale architetto della chiesa, progettò l'edificio in stile gotico. I lavori ebbero inizio nel 1858 e la navata centrale venne completata in dieci anni, mentre il resto della cattedrale è stato realizzato con un ritmo più lento, a causa della depressione economica che aveva funestato la città nel 1891. La chiesa venne quindi consacrata nel 1897 ancora incompiuta. 
Daniel Mannix, nominato arcivescovo nel 1917, diede spinta al completamento dell'edificio e la costruzione della cattedrale fu ufficialmente terminata nel 1939.
Nel 1970 papa Paolo VI è stato il primo papa a visitare la cattedrale e il 20 luglio del 1974 ha concessa alla chiesa il titolo di basilica minore. Nel 1986 anche papa Giovanni Paolo II ha visitato la cattedrale.
In occasione del centenario della consacrazione, nel 1997 la cattedrale è stata restaurata e ha subito lavori di conservazione.

## Galleria d'immagini

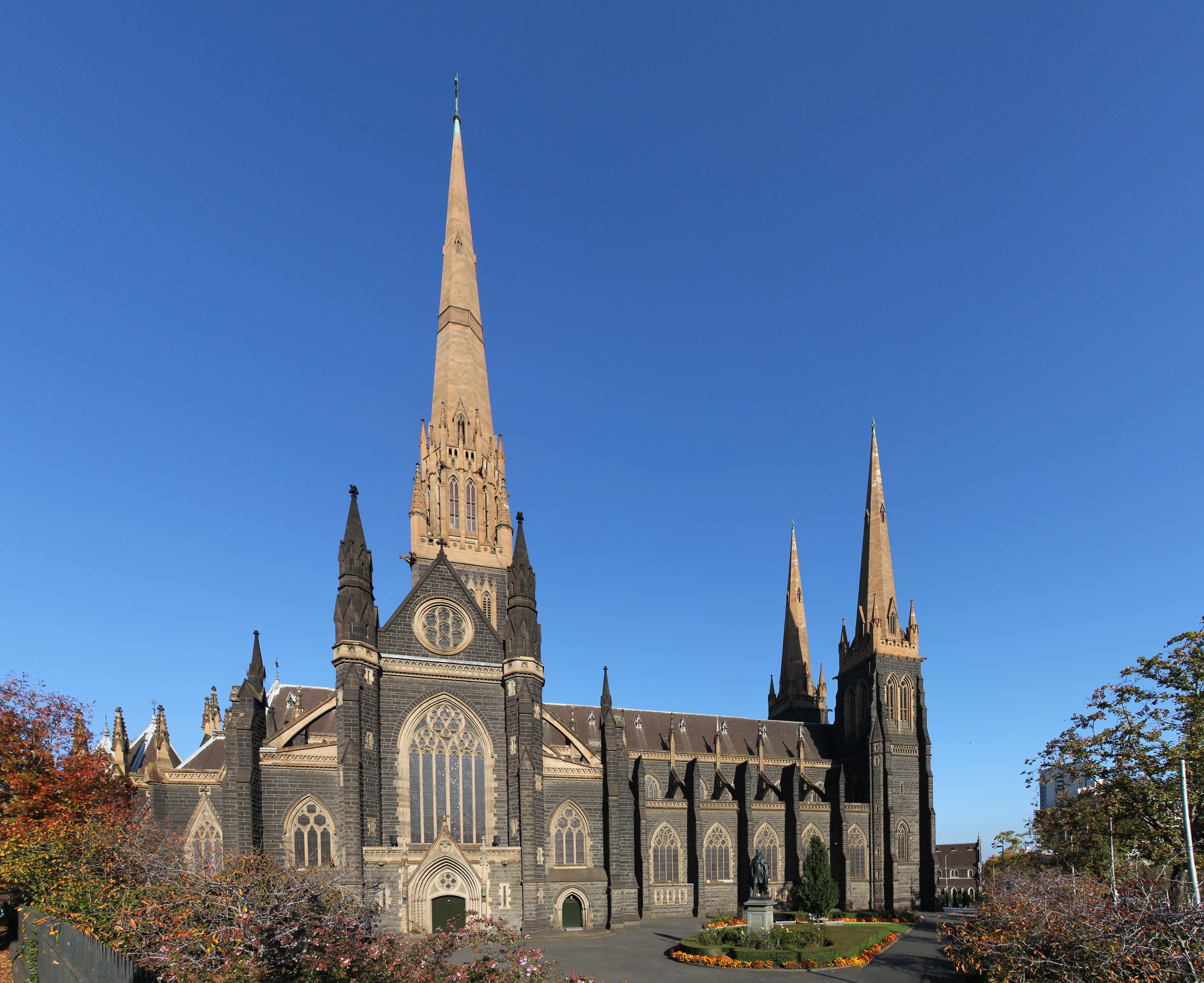
La cattedrale neogotica
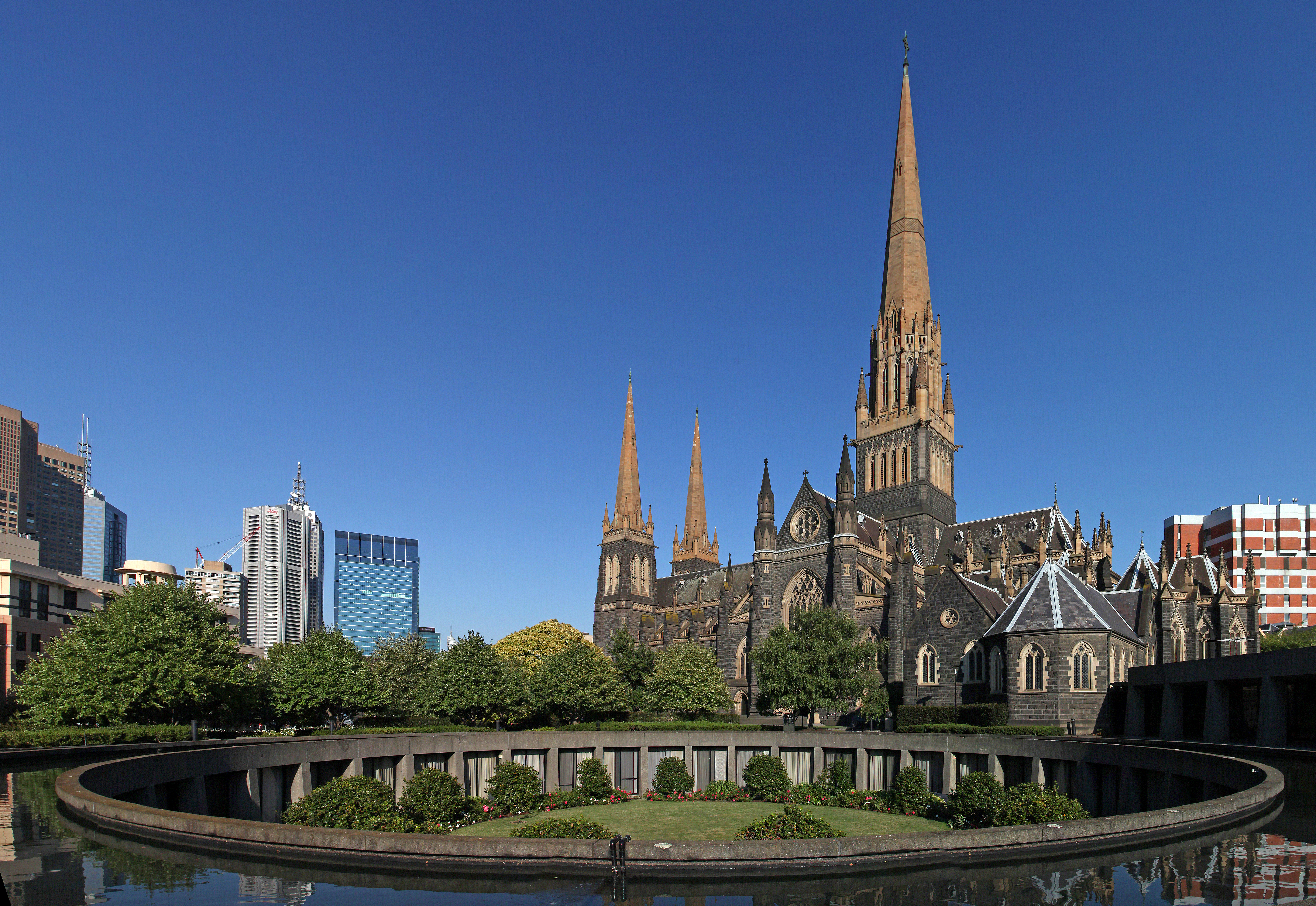
Cortile orientale
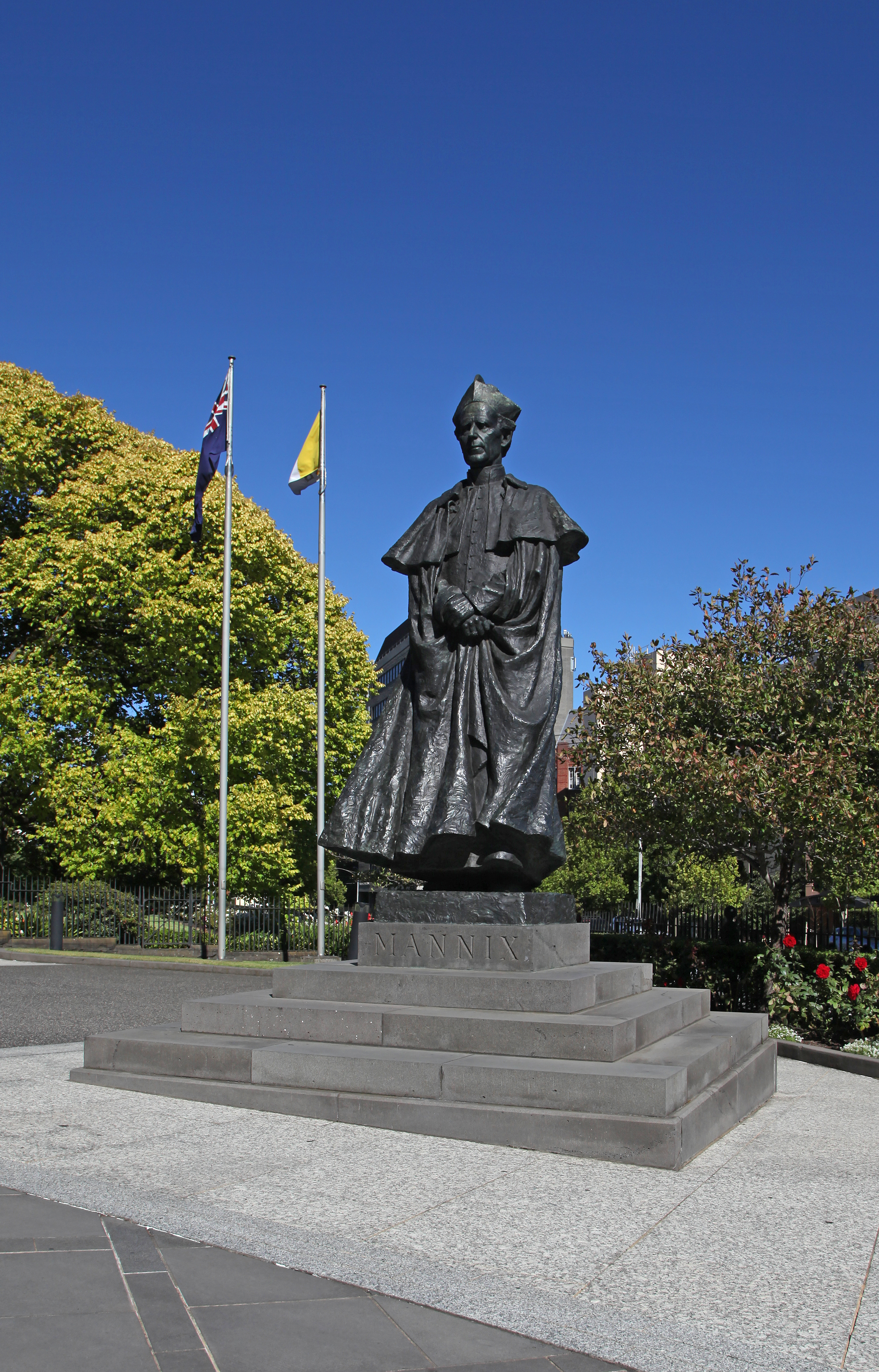
Statua in bronzo dell'arcivescovo Daniel Mannix (1863-1964)
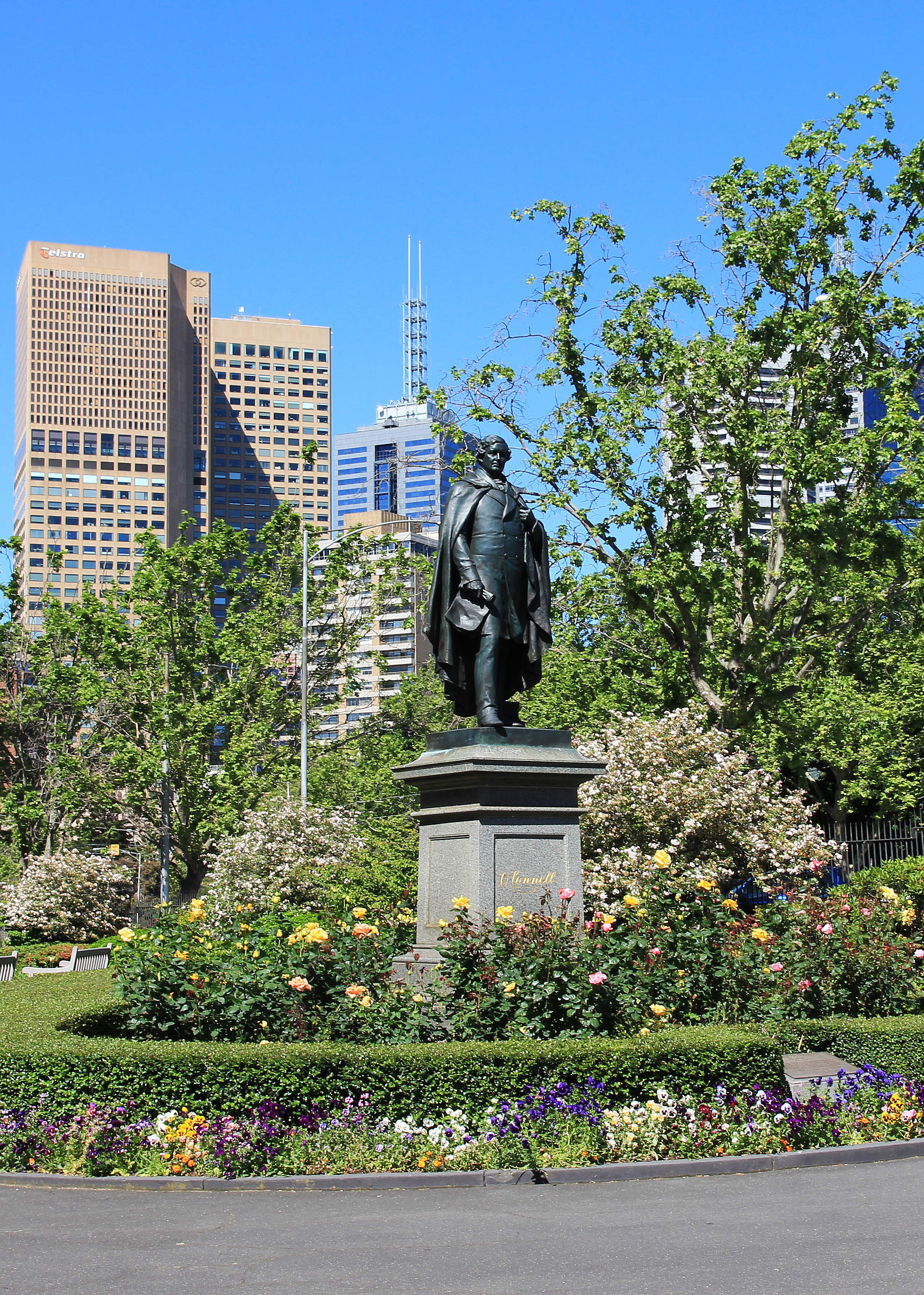
Statua del leader nazionalista irlandese Daniel O'Connell
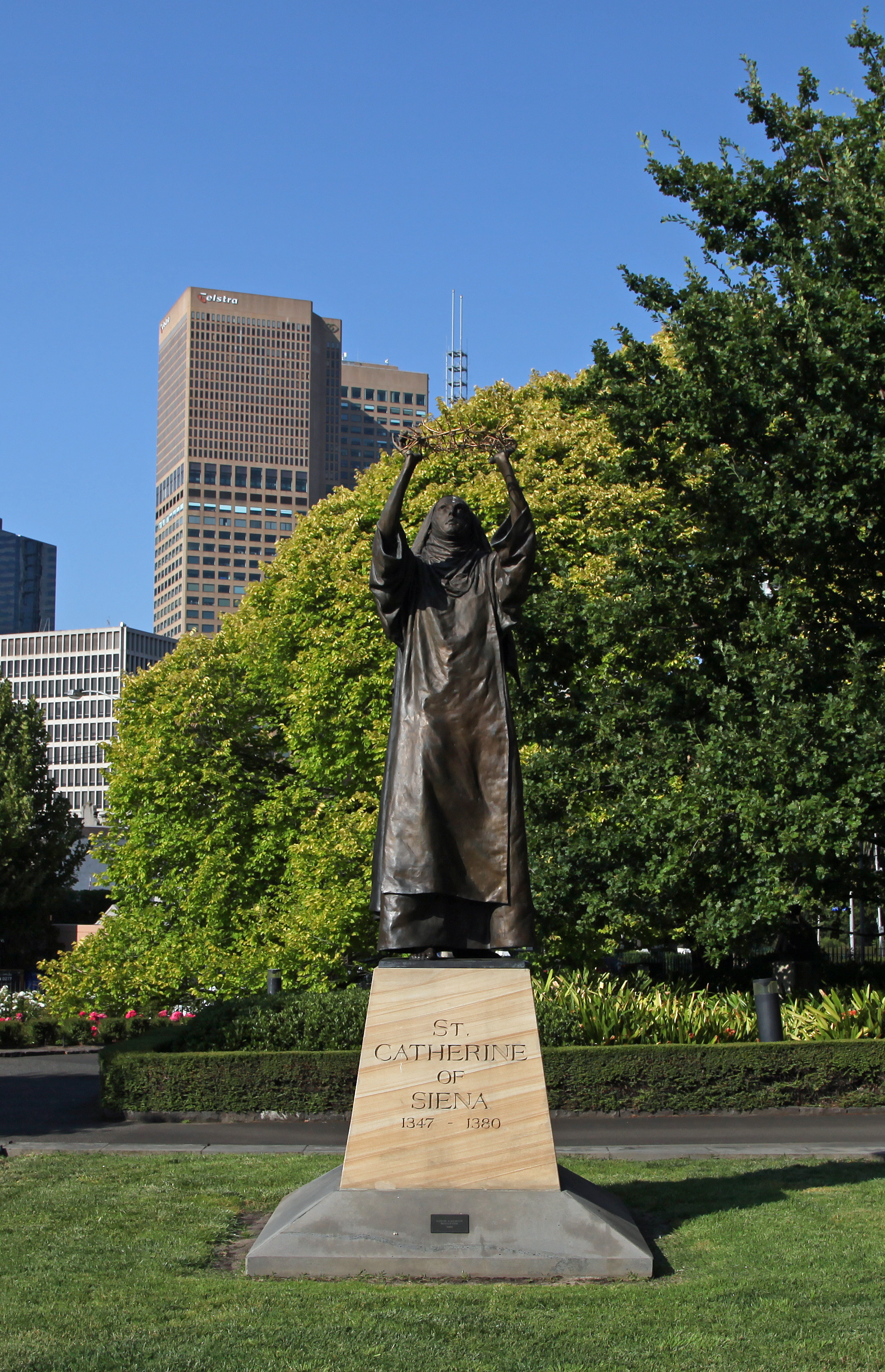
Statua di Santa Caterina da Siena (1347-1380)
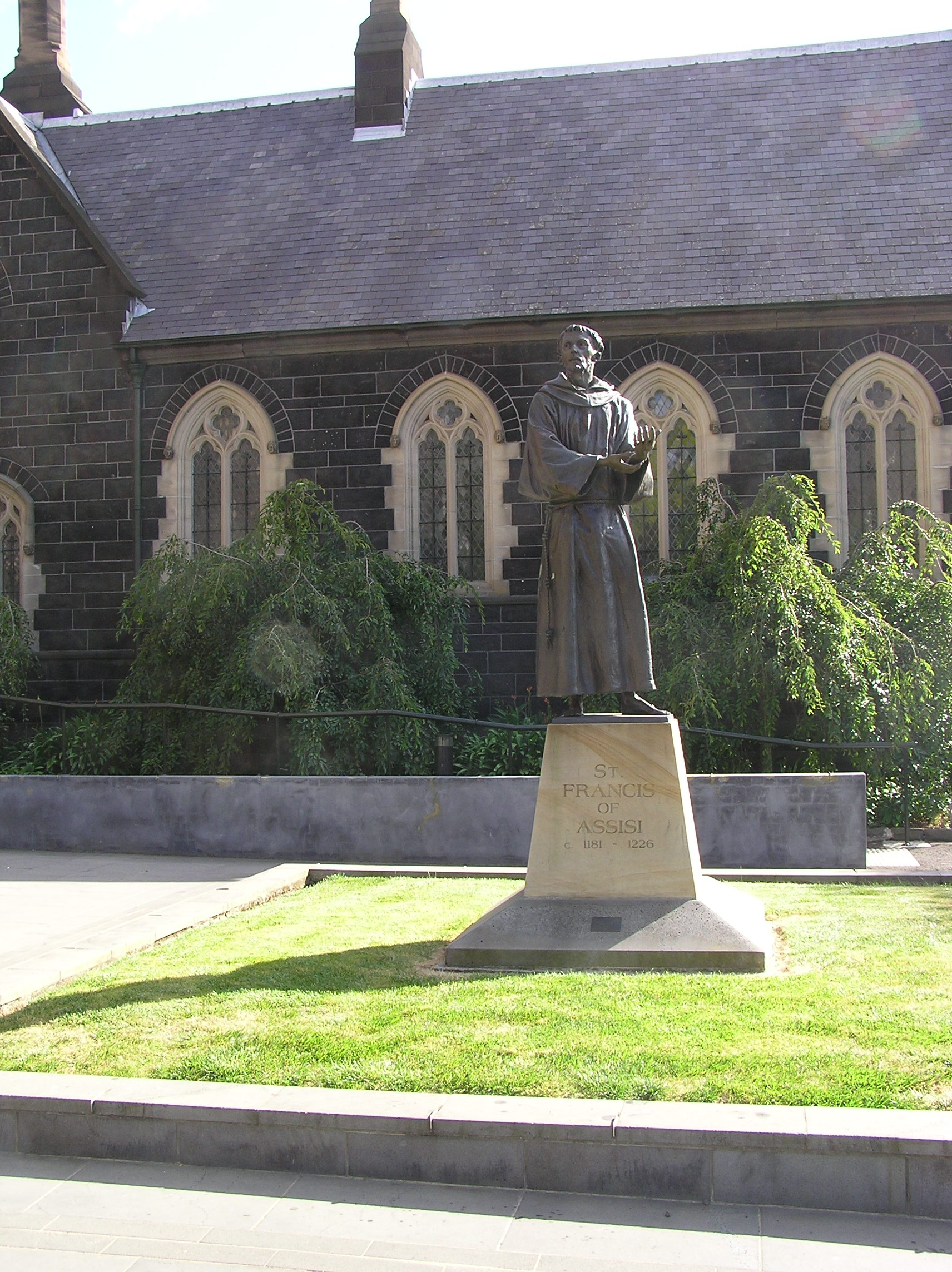
Statua di San Francesco d'Assisi (1181-1226)
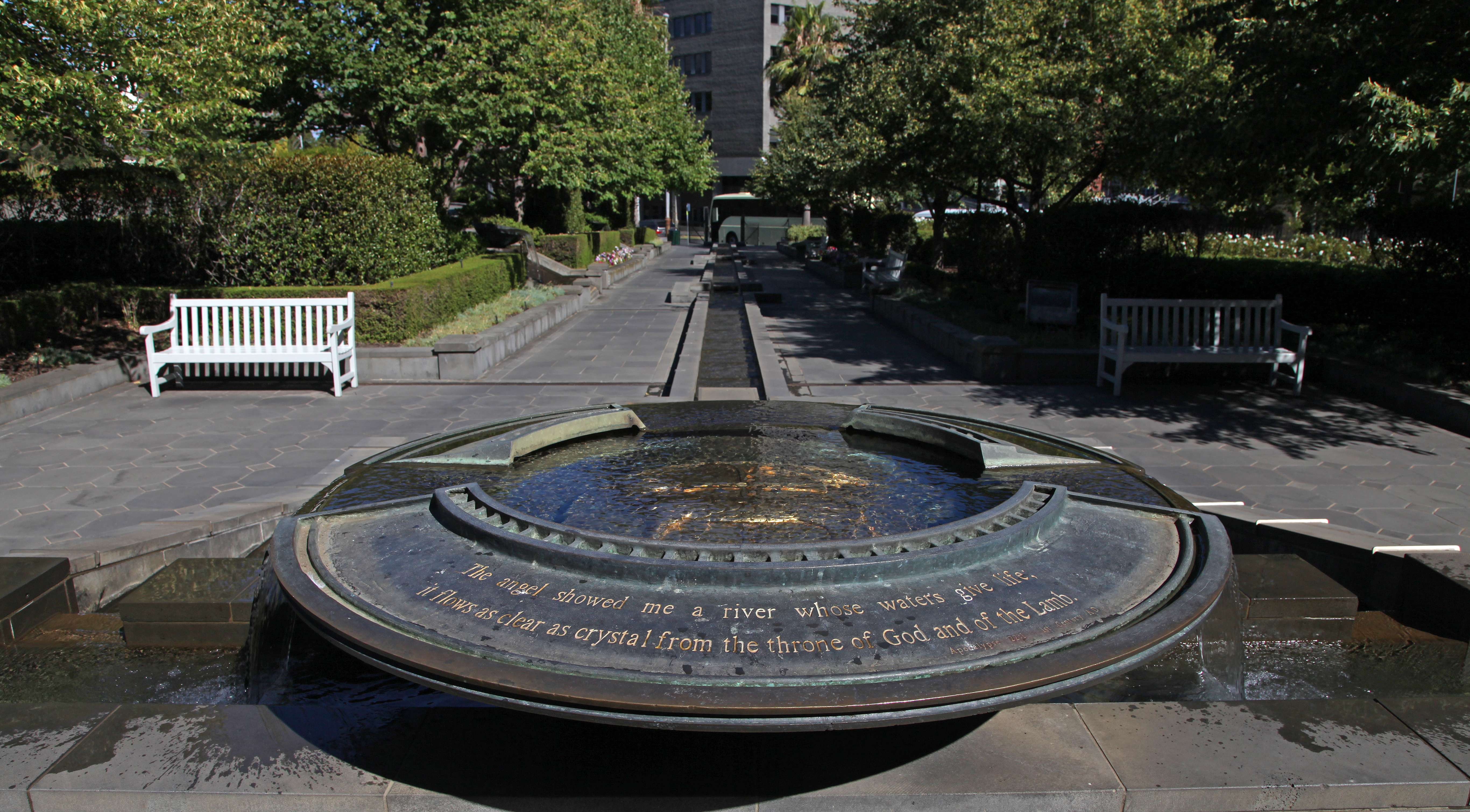
Fontana
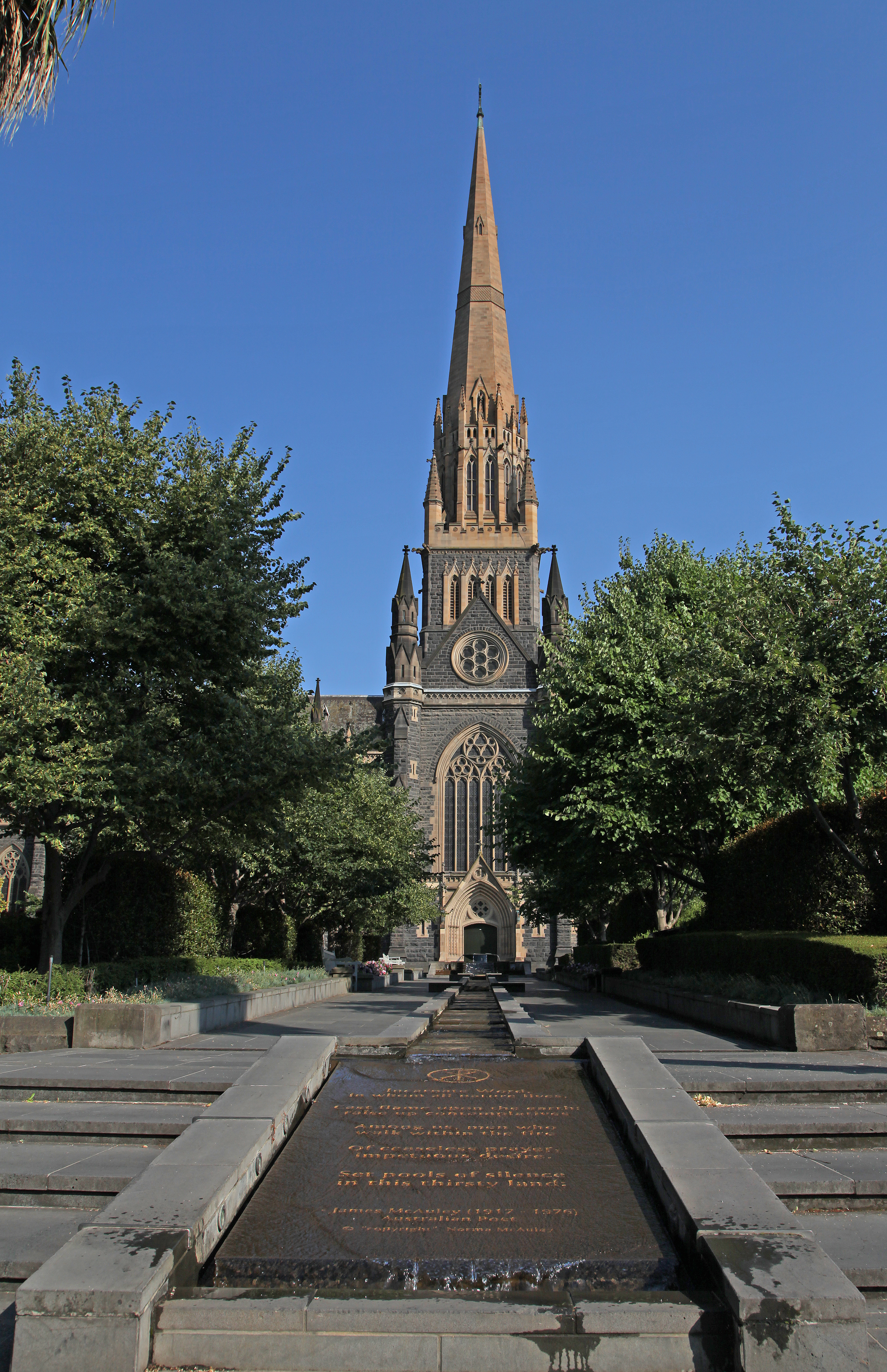
Esterno
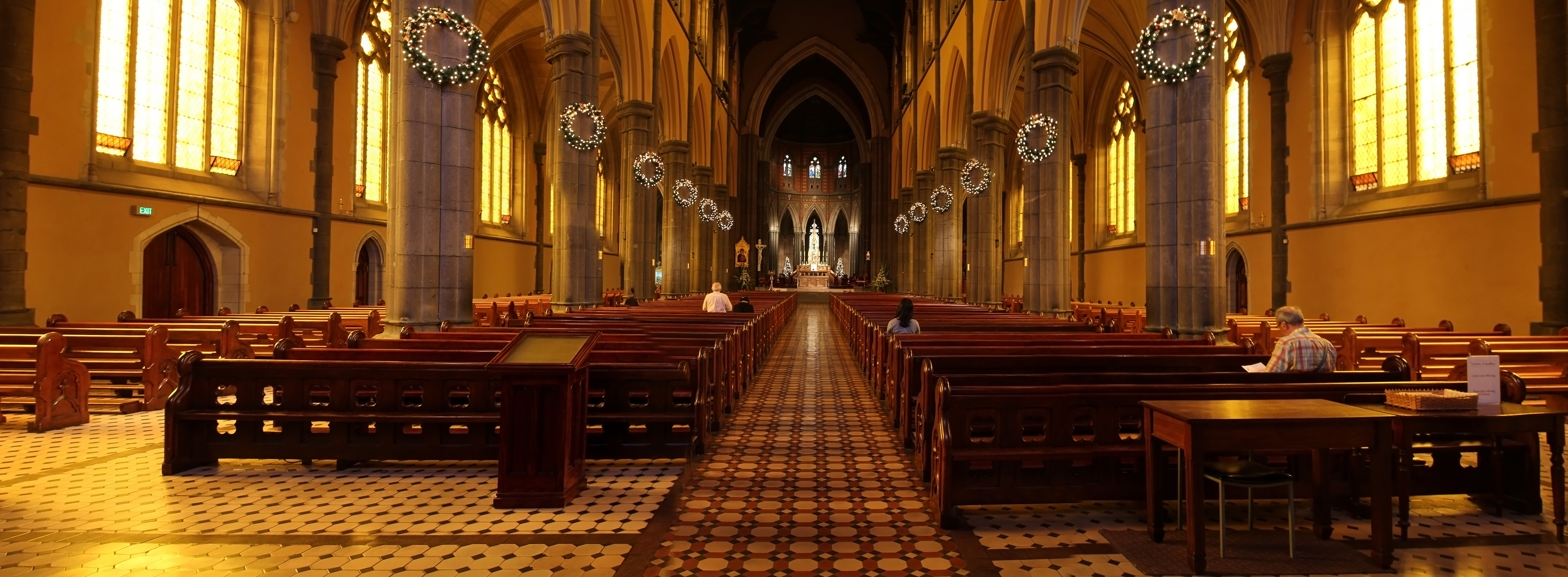
Interno
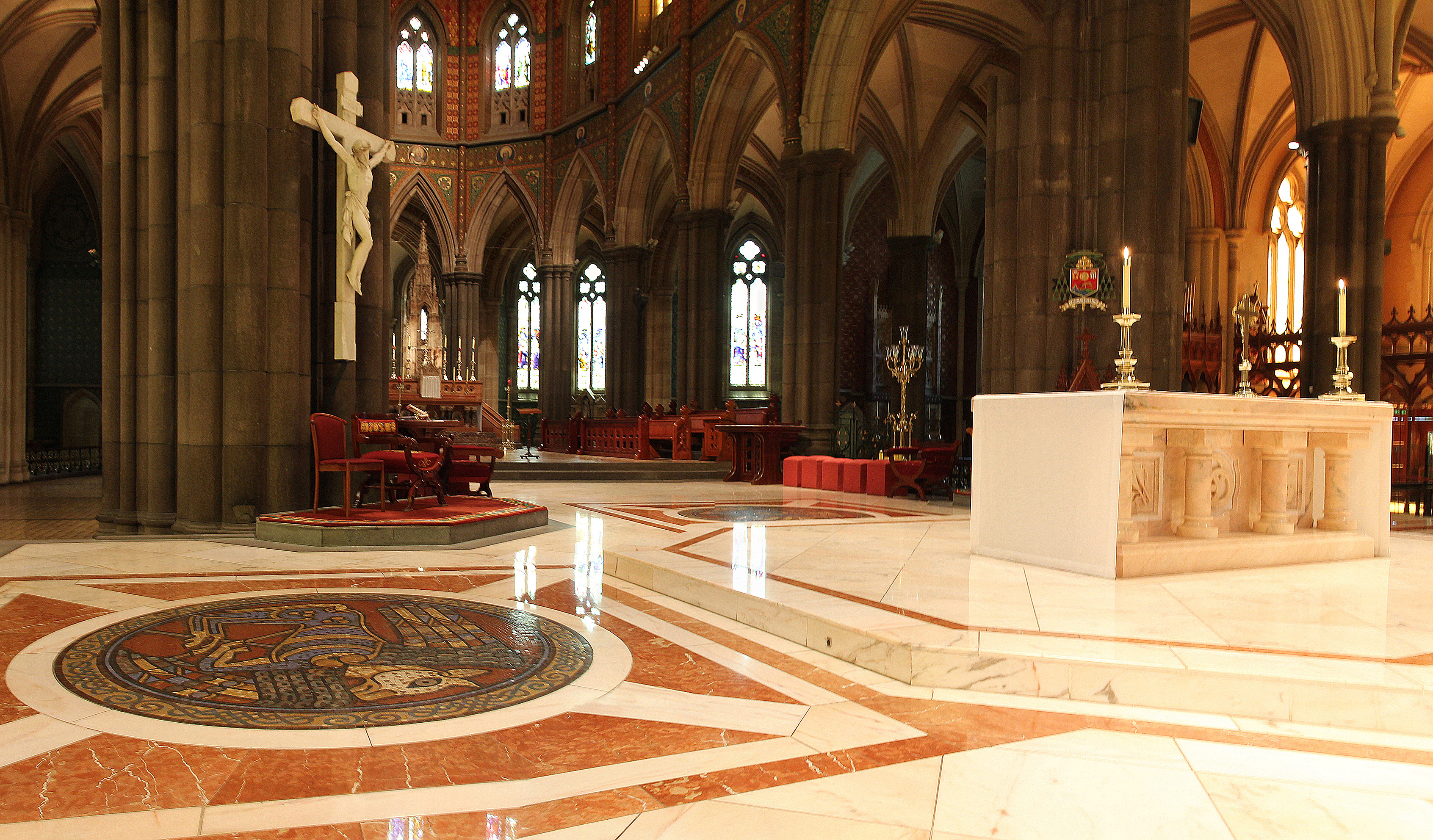
Presbiterio
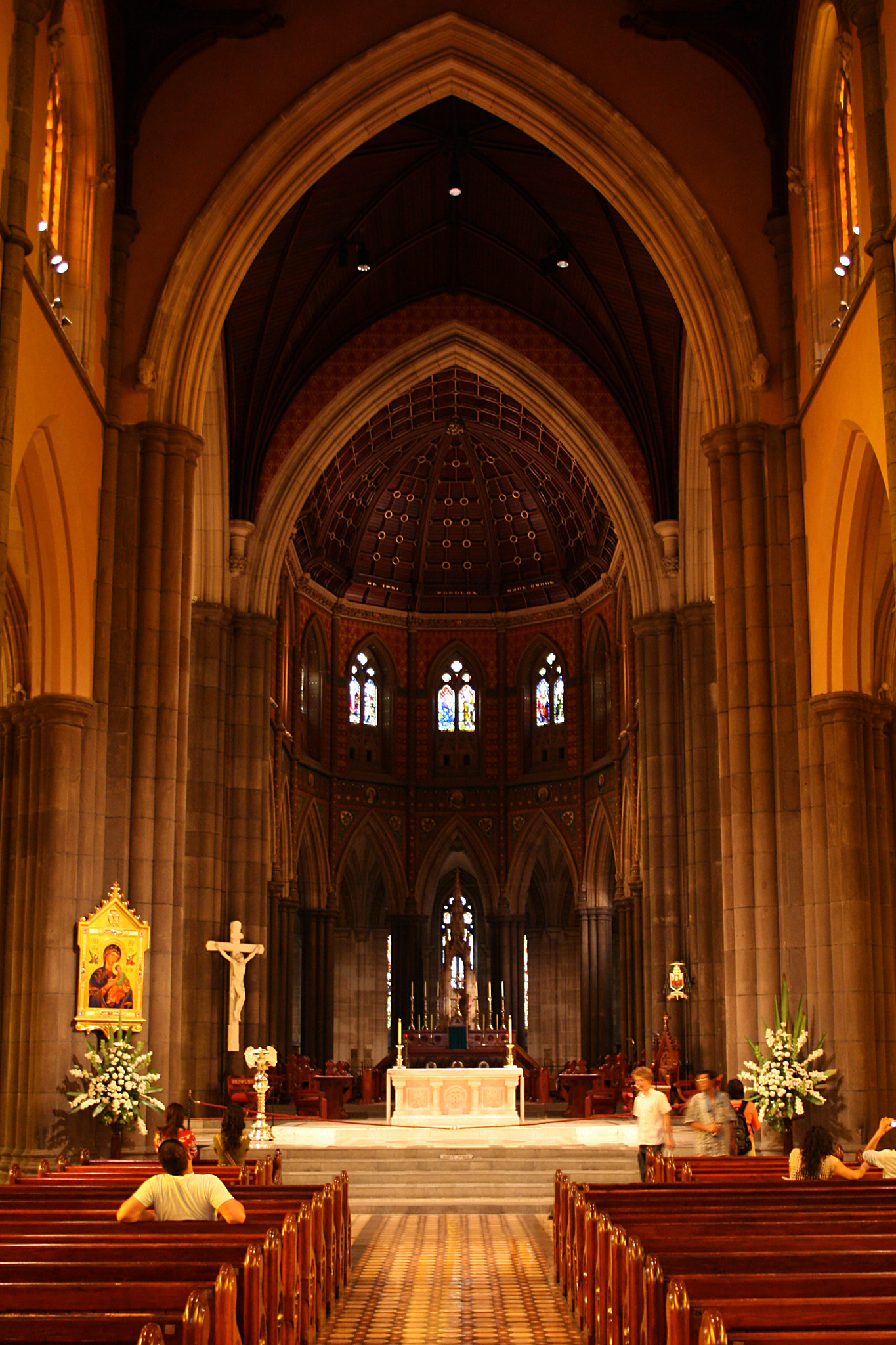
Interno
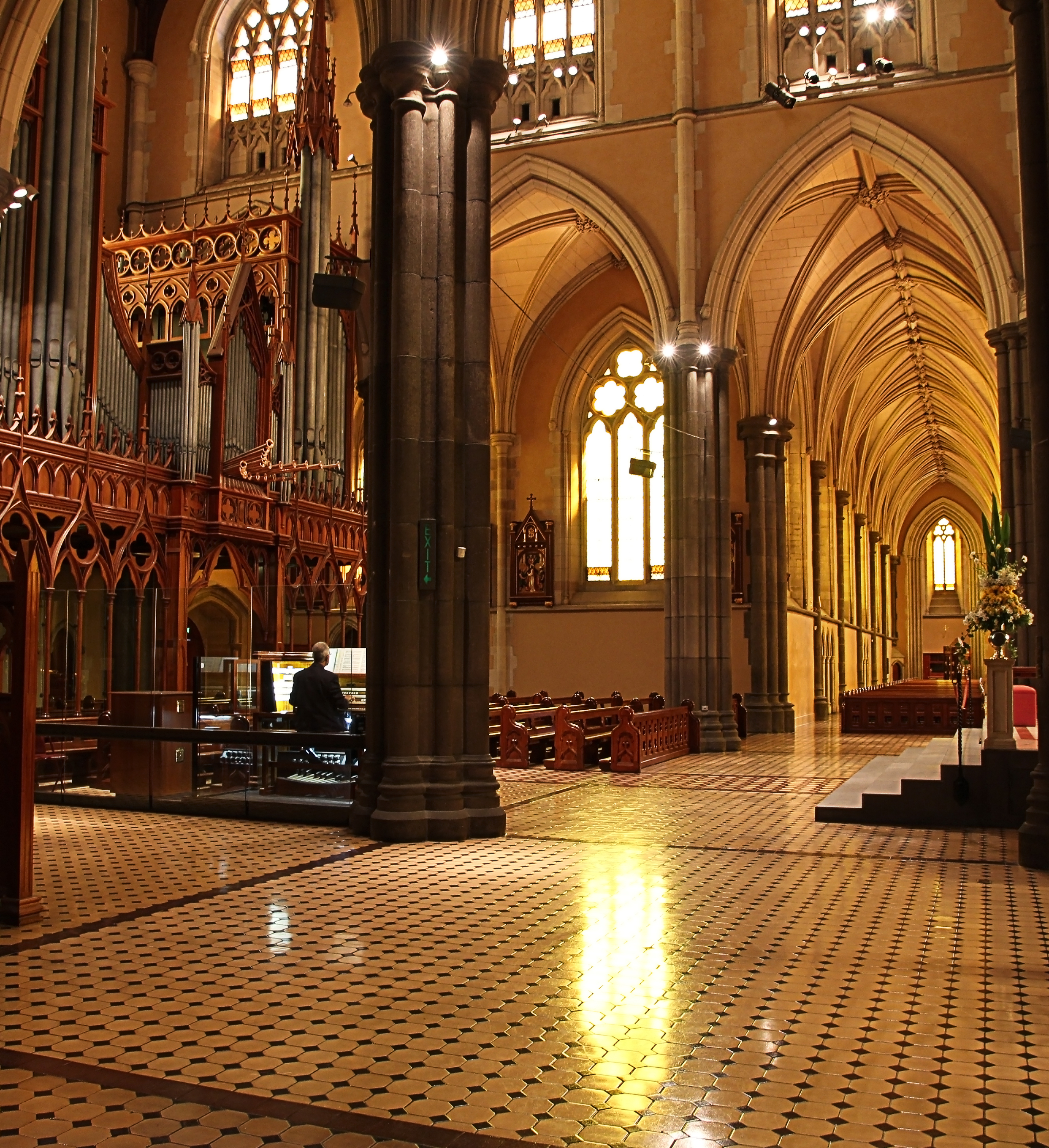
Organo